# Стокгольм-Скавста (аэропорт)
Аэропорт Стокгольм-Скавста (швед. Stockholm-Skavsta flygplats, англ. Stockholm-Skavsta Airport (ИАТА: NYO, ИКАО: ESKN) — международный аэропорт рядом с городом Нючёпинг, Швеция, приблизительно в 100 км к юго-западу от Стокгольма. Обслуживает бюджетные и грузовые авиакомпании. Стокгольм-Скавста — второй по пассажирообороту аэропорт Стокгольма и третий в Швеции, пассажирооборот составляет около 2,0 млн в год.

## История
Аэропорт создавался как военная авиабаза (F 11 Nyköping) в 1940-х годах и стал гражданским аэропортом только в 1984. В 1997 аэропорт принял первый международный рейс из Лондон-Станстед авиакомпании Ryanair. В 2003 Ryanair создала хаб с Стокгольм-Скавста, открыв 6 новых маршрутов. Впоследствии Wizzair открыла рейсы в Восточную Европу. В течение короткого периода в 2005 Finnair эксплуатировала рейс из Бостона в Хельсинки с посадкой в Скавста, но этот рейс был переведён в более крупный аэропорт Стокгольм-Арланда. В мае 2006 Fritidsresor начала выполнять чартерные рейсы из аэропорта.
Пассажиропоток аэропорта за 2011 год — 2 583 934 человек.

## Транспорт
- Аренда автомобилей
  - Avis, Europcar, Hertz и Sixt.
- Автобус
  - Прямое автобусное сообщение с центром Стокгольма (около 90 мин. в дороге). Существуют автобусные маршруты в разные районы Стокгольма и окружающие населённые пункты. Flygbussarna Airport coaches — шатл, курсирующий между аэропортом Skavsta и Stockholm Cityterminalen (центральный авто/ж.д.вокзал). Автобус отправляется приблизительно через полчаса после прибытия каждого рейса. Стоимость билета в одну сторону 149 крон (около 17 евро) или в обе стороны 259 крон (около 30 евро). Билет, можно купить в аэропорту по прибытии у стойки с радужным логотипом «Flygbussarna» или в автомате, либо заранее на сайте компании[3] по цене 139 крон или 278 в обе стороны. Flygbussarna из аэропорта Скавста (код NYO так как рядом населенный пункт Nyköping) совершает также шатл-рейсы в Сёдертелье, Линчёпинг и Норрчёпинг.
- Железнодорожный транспорт
- Такси
- Паркинг

## Авиакомпании
- Gotlandsflyg
- Ryanair
- Thomas Cook Airlines Scandinavia
- Wizz Air